# Bangka
Bangka (đôi khi viết là Banka) là một hòn đảo nằm phía đông đảo lớn Sumatra, Indonesia. Cũng có một hòn đảo nhỏ cùng tên nằm ở phía bắc của tỉnh Sulawesi, Indonesia.

## Địa lý
Bangka cùng với đảo Belitung tạo thành tỉnh Bangka-Belitung. Bangka nằm ở phía đông Sumatra, cách biệt qua eo biển Bangka; phía bắc là Biển Đông, phía đông, qua eo biển Gaspar, là đảo Belitung, và phí nam là biển Java. Diện tích hòn đảo là 12.000 km². Đại hình chiếm ưu thế trên đảo là các đồng bằng, đầm lầy, đồi thấp xe lẫn với các bãi biển và vườn tiêu cùng các mỏ thiếc.
Đô thị lớn nhất trên đảo là Pangkalpinang, đây cũng là tỉnh lị của Bangka-Belitung. Sungailiat là thành phố lớn thứ hai trên đảo Bangka. Muntok Mentok là cảng chính ở phía tây. Các đô thị quan trọng khác là Toboali ở miền nam, Koba là một thị trấn khai mỏ quặng thiếc quan trọng, cũng nằm ở phía nam của đảo, Belinyu là một đô thị nổi tiếng với hải sản. Có 4 hải cảng trên đảo Bangka; Muntok ở cực tây, Belinyu ở cực bắc, Sadai ở cực nam, và Pangkal Balam là hải cảng gần tỉnh lị Pangkalpinang nhất.

## Nhân khẩu
Phần lớn cư dân trên đảo là người Mã Lai và người Indonesia gốc Hoa, chủ yếu là nhóm Khách Gia. Dân cư phân tán tại các mỏ thiếc, các đồn điền cọ dầu, đồn điền cao su, ngành đánh cá và trong các trang trại trồng tiêu.

## Lịch sử

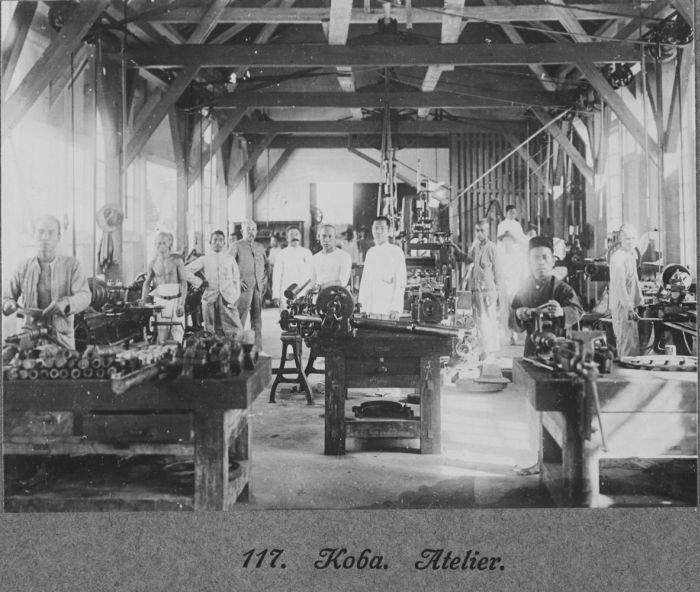
Ảnh một nhân công tại mỏ thiếc ở Bangka.

Bangka được quốc vương Palembang nhượng cho Anh Quốc vào năm 1812, nhưng đến năm 1814 đảo được người Anh đổi cho người Hà Lan để lấy Cochin tại Ấn Độ. Hòn đảo đã bị Nhật Bản xâm chiếm từ tháng 2 năm 1942 đến tháng 8 năm 1945. Nơi đây trở thành một phần của nước Indonesia độc lập vào năm 1949. Đảo Bangka, cùng với đảo Belitung lân cận, nguyên là một phần của tỉnh Nam Sumatra (Sumatera Selatan), nhưng vào năm 2000 hai hòn đảo được tách ra để thành lập tỉnh Bangka-Belitung.
Bangka cũng được biết đến với hai sự kiện khác: Thảm sát đảo Bangka trong Thế Chiến II, do Đế quốc Nhật Bản gây ra cho các y tá người Úc cùng các quân nhân và dân thường người Anh và Úc, diễn biến của việc này được ghi trong quyển sách Lord Jim  của Joseph Conrad.
Năm 1930 Bangka có tổng dân số 205.363.